# Lars Magnus Carlsson

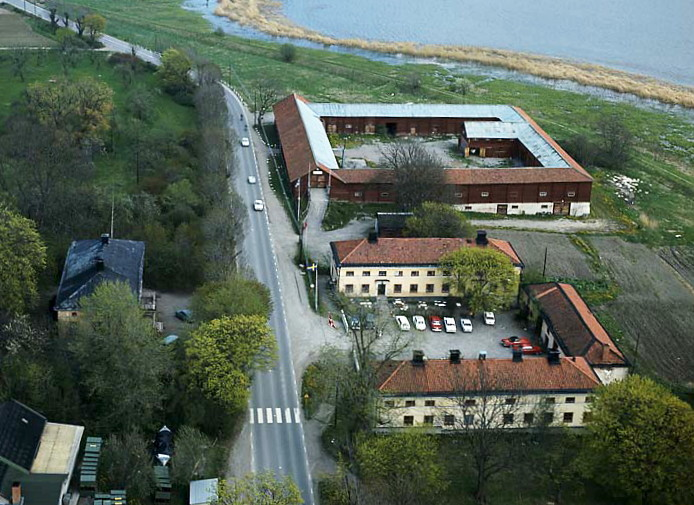
Fittja gård ägdes av Lars Magnus Carlsson och dennes arvingar mellan 1859 och 1950. Fotografi från 1967.

Lars Magnus Carlsson, född 21 maj 1825 i Kuddby församling, Östergötlands län, död 2 mars 1899 i Botkyrka församling, Stockholms län, var en svensk gästgivare, godsägare och riksdagsman.
Han företrädde bondeståndet i Sotholms, Öknebo och Svartlösa härader vid ståndsriksdagen 1865–1866. Han återkom till riksdagen som ledamot av andra kammaren 1879, invald i Södertörns domsagas valkrets. Han var senare ledamot av första kammaren 1882–1888, invald av valkretsen Kalmar läns södra landstingsområde. Han var även kommunalpolitiker och landstingsman.
Mellan 1859 och 1899 var Lars Magnus Carlsson ägare till egendomen Fittja gård, efter honom ägde hans son, Hjalmar Larsson, gården till sin död 1950. Carlsson var en av Mälardalens största jordbrukare. Utöver Fittja gård ägde han även Glömsta, Norsborg, Hallunda och Flemingsberg.